# 稲垣重綱
稲垣 重綱（いながき しげつな）は、安土桃山時代から江戸時代前期にかけての武将、大名。徳川家の家臣。上野国伊勢崎藩第2代藩主、越後国藤井藩主、同三条藩主、三河国刈谷藩初代藩主。鳥羽藩稲垣家2代。
稲垣氏は文明年間に、伊勢国から三河国宝飯郡に移住した地侍の家系である。
天正11年（1583年）、三河牛窪城主・牧野康成の家臣（のち徳川氏の直参家臣→伊勢崎藩初代藩主）・稲垣長茂の長男として生まれる。慶長5年（1600年）の関ヶ原の戦いでは徳川秀忠軍に属して真田昌幸（西軍）の居城・信州上田城攻めに参加した。
慶長17年（1612年）、父・長茂の死により家督と上野伊勢崎藩1万石の所領を継ぐ。慶長19年（1614年）からの大坂の陣においては酒井家次隊に属して参戦し、戦功を挙げたことから元和2年（1616年）、越後藤井藩2万石に加増移封された。元和6年（1620年）、さらに3000石加増のうえ、越後三条城に居城を移した。慶安元年（1648年）から慶安2年（1649年）の間には、大坂城代も務めている。
慶安4年（1651年）、三河刈谷に移封され、承応3年（1654年）1月8日、72歳で死去した。嫡男の重昌は既に死去していたため、重昌の長男・重昭が跡を継いだ。

## 系譜
父母
- 稲垣長茂（父）

正室
- 森川氏俊の娘

子女
- 稲垣重昌（長男）生母は正室
- 稲垣茂門
- 稲垣重氏
- 本多忠相正室
- 真田信政正室
- 本多正直正室
- 安藤直政継室
- 石川政信継室
- 板倉重直正室
- 大久保忠信正室
- 中島重貞室